# Xavier Fernique
Xavier Fernique é um matemático francês, conhecido por sus contribuições à teoria de processos estocásticos.